# ورلی‌پارسونز

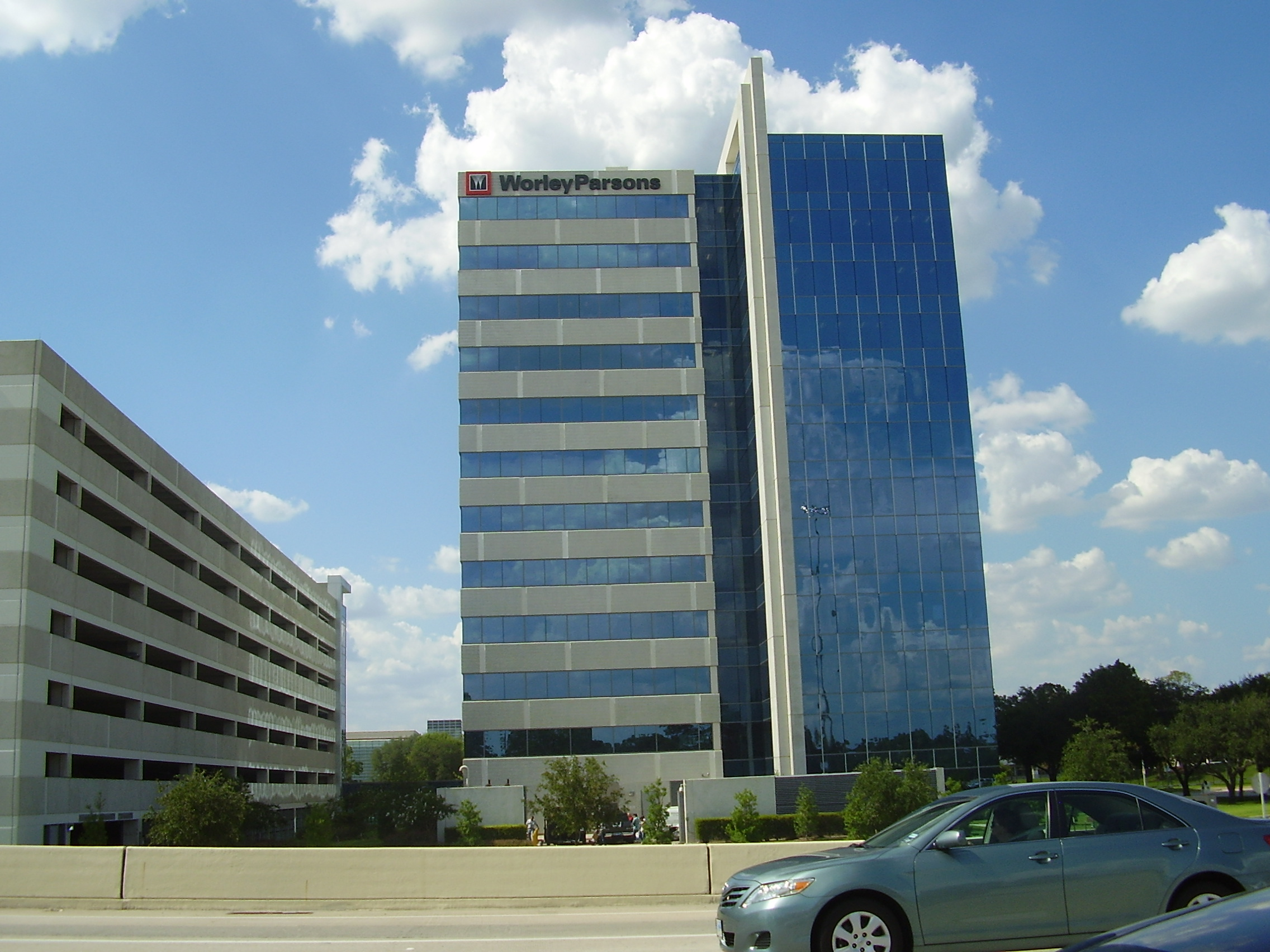
ساختمان اداری ورلی‌پارسونز در شهر هیوستون

ورلی‌پارسونز (به انگلیسی: WorleyParsons) شرکت خدمات مهندسی و پیمانکار ساخت‌وساز استرالیایی است، که به‌عنوان بزرگترین شرکت ساخت‌وساز جهان شناخته می‌شود.
این شرکت در زمینه ساخت واحدهای صنعتی، کارخانجات، نیروگاههای برق، پالایشگاه‌ها و زیرساخت‌های شهری، همچنین ارائه خدمات مدیریت پروژه، مشاوره و کنترل پروژه فعالیت می‌نماید.
ریشه‌های تأسیس شرکت ورلی‌پارسونز به سال ۱۹۷۱ و راه‌اندازی شرکت ولوهان گریل توسط جان گریل بازمی‌گردد. شرکت ولوهان گریل در سال ۱۹۸۷ شرکت مهندسی ورلی را خریداری کرد، سپس دو شرکت در هم ادغام شدند و گروه ورلی را تشکیل دادند. این گروه در سال ۲۰۰۴ شرکت پارسونز را تصاحب کرد، که در پی ادغام ۲ شرکت، بزرگترین پیمانکار ساخت‌وساز استرالیا تأسیس شد. شرکت ورلی‌پارسونز در حال حاضر بزرگترین شرکت مهندسی و ساخت‌وساز جهان می‌باشد.
دفتر مرکزی این شرکت در شهر سیدنی، استرالیا قرار دارد و بخشی از سهام آن در بازار بورس اوراق بهادار استرالیا معامله می‌شود.